# 兵庫港駅

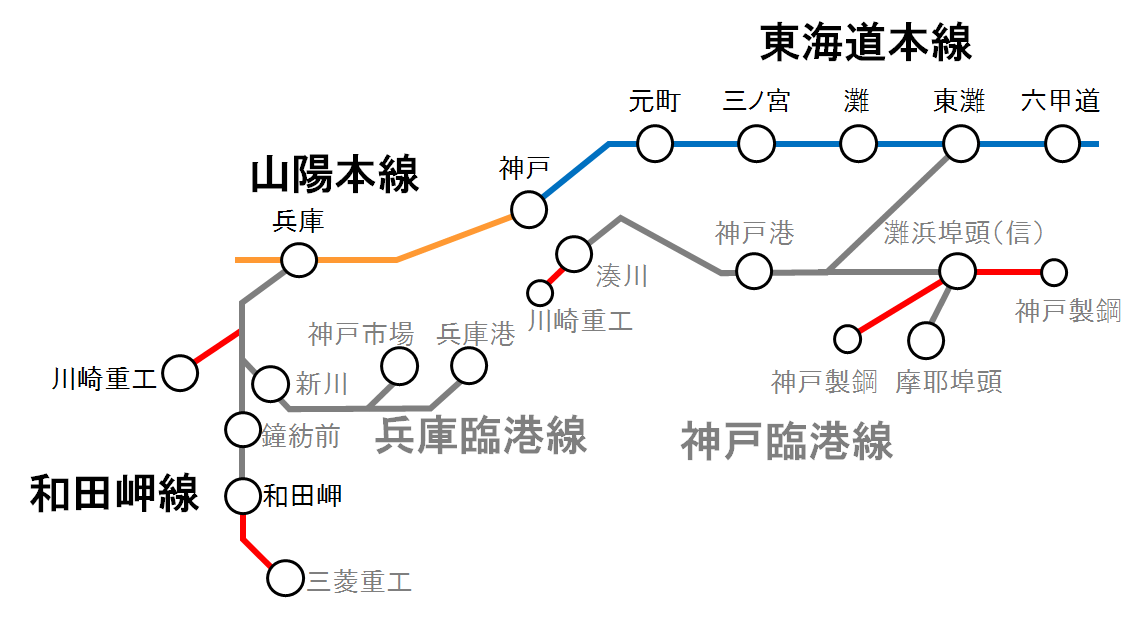
神戸臨港線と和田岬線、兵庫臨港線

兵庫港駅（ひょうごこうえき）は、かつて兵庫県神戸市兵庫区築地町にあった日本国有鉄道（国鉄）山陽本線貨物支線（通称、兵庫臨港線）に存在した貨物駅である。同線の終点であったが、1980年代の鉄道貨物輸送事業縮小により、廃止された。

## 歴史
- 1933年（昭和8年）6月21日：新川駅からの延長として開業[2][1]。
- 1984年（昭和59年）2月1日：路線廃止により廃駅[1]。

## 隣の駅
日本国有鉄道
山陽本線 貨物支線（兵庫臨港線）
新川駅 - 兵庫港駅